# Gottfried von Rechede
Gottfried von Rechede (* im 12. Jahrhundert; † 8. März 1263 oder 1264) war Vizedominus und Domherr in Münster.

## Leben
Gottfried von Rechede entstammte der münsterländischen ritterbürtigen Familie von Rechede, die ihren Ursprung Ende des 11. Jahrhunderts in der Landesburg Rechede bei Olfen hatte. Er war der Sohn des Burggrafen und Ritters Gottfried von Rechede und dessen Gemahlin Wieburgis. Im Jahre 1245 findet er als Godefrido celerario urkundliche Erwähnung. Als Cellerar war er für die Wirtschaftsführung des Domkapitels verantwortlich. Im Jahre 1249 verlieh er als Vizedominus zusammen mit dem Archidiakon zu Amelsbüren der Kirche in Venne das Begräbnis- und Taufrecht. Mit dem Amt des Vizedominus war die Vertretung des Landesherrn verbunden. Gottfried wurde Archidiakon zu Everswinkel und blieb bis zu seinem Tode in diesen Ämtern.